# Рохня
Рохня (пол. Rochnia) — село в Польщі, у гміні Шренськ Млавського повіту Мазовецького воєводства.
Населення — 207 осіб (2011).
У 1975-1998 роках село належало до Цехановського воєводства.

## Демографія
Демографічна структура станом на 31 березня 2011 року:
|          | Загалом | Допрацездатний вік | Працездатний вік | Постпрацездатний вік |
| -------- | ------- | ------------------ | ---------------- | -------------------- |
| Чоловіки | 100     | 26                 | 64               | 10                   |
| Жінки    | 107     | 32                 | 59               | 16                   |
| Разом    | 207     | 58                 | 123              | 26                   |